# Hylophora microps
Hylophora microps är en tvåvingeart som beskrevs av Borgmeier 1960. Hylophora microps ingår i släktet Hylophora och familjen puckelflugor. Inga underarter finns listade i Catalogue of Life.